# Französische Badmintonmeisterschaft 1963
Die Französische Badmintonmeisterschaft 1963 fand in Le Havre statt. Es war die 14. Austragung der nationalen Titelkämpfe im Badminton in Frankreich.

## Titelträger
| Disziplin    | Sieger                      |
| ------------ | --------------------------- |
| Herreneinzel | Ghislain Vasseur            |
| Dameneinzel  | Annie Causse                |
| Herrendoppel | Joël Le Houérou Yves Corbel |
| Damendoppel  | Annie Groene Annie Causse   |
| Mixed        | Gérard Vallet Annie Causse  |